# Kerekegyháza
Kerekegyháza é uma cidade da Hungria, situada no condado de Bács-Kiskun. Tem 81,28 km² de área e sua população em 2019 foi estimada em 6.509 habitantes.